# Ireen van den Assem
Ireen van den Assem (9 februari 1990) is een Nederlands hockeyster. Van den Assem komt sinds 2021 uit voor HC Tilburg en speelde eerder voor Den Bosch, Forward (Tilburg) en Rotterdam. Met Den Bosch werd van den Assem landskampioen in 2011, 2012, 2014, 2015, 2016, 2017 en 2018, en Europees kampioen in 2011, 2013, 2016, 2017 en 2018.
Op 4 februari 2013 debuteerde ze in de Nederlandse hockeyploeg in een interland tegen Australië om de Investec Cup in Zuid-Afrika. Met het Nederlandse team won van den Assem onder meer het Europees kampioenschap in 2017 en 2019 en het Wereldkampioenschap in 2018. Nadat ze door een hamstringblessure de Olympische Spelen van 2020 moest missen, besloot Van den Assem in oktober 2021, haar interlandcarrière te beëindigen. In februari 2022 keerde ze op verzoek van interim-bondscoach Jamilon Mülders voor enkele maanden terug bij het nationale team, maar in juni 2022 zette ze, na 82 caps en 14 doelpunten, definitief een punt achter haar interlandloopbaan.

## Internationale erelijst
- Hockey World League 2017
- Europees kampioenschap 2017
- Wereldkampioenschap 2018
- Hockey Pro League 2019
- Europees kampioenschap 2019
- Hockey Pro League 2021-2022